# UEFA Nations League 2024/25 Divisie C
De UEFA Nations League 2024/25 Divisie C is de derde divisie van UEFA Nations League. Het toernooi, dat de vriendschappelijke duels vervangt, begint in september 2024 en eindigt in maart 2026 met de play-offs om promotie en degradatie. De winnaars van de vier groepen promoveren naar divisie B, terwijl de nummers laatst van de vier groepen degraderen naar divisie D. Aan dit toernooi doen de 16 landen mee die op basis van de eindstand van het seizoen 2022/23 zijn ingedeeld. Gibraltar degradeerde in het vorige seizoen naar divisie D. Hiervoor kwam Litouwen in de plaats.

## Beslissingscriteria
Als twee of meer landen in de groep gelijk eindigden, met evenveel punten, dan gelden de volgende criteria om te bepalen welk land boven de ander eindigt:
1. Hoogste aantal punten verkregen bij de onderlinge wedstrijden tussen de teams;
2. Doelsaldo verkregen bij de onderlinge wedstrijden tussen de gelijk eindigende teams (als er meer dan twee teams gelijk staan);
3. Hoogste aantal gescoorde doelpunten verkregen bij de onderlinge wedstrijden tussen de teams (als er meer dan twee teams gelijk staan);
4. Hoogste aantal gescoorde uitdoelpunten verkregen bij de onderlinge wedstrijden tussen de teams
5. Als er na criteria 1 tot en met 4 nog steeds landen gelijk staan dan gelden de volgende criteria:
6. Doelsaldo in alle groepswedstrijden;
7. Aantal doelpunten gescoord in alle groepswedstrijden;
8. Aantal uitdoelpunten gescoord in alle groepswedstrijden;
9. Aantal overwinningen in alle groepswedstrijden;
10. Aantal uitoverwinningen in alle groepswedstrijden;
11. Fair-Playklassement van het toernooi (1 punt voor een enkele gele kaart, 3 punten voor een rode kaart ten gevolge van 2 gele kaarten, 3 punten voor een directe rode kaart, 4 punten voor een gele kaart gevolgd door een directe rode kaart);
12. Positie op de UEFA-coëfficiëntenranglijst;

## Deelnemende landen
De loting vond op 8 februari 2024 om 18.00 (UTC+1) plaats in Parijs, Frankrijk.
| Land      | Pos |
| --------- | --- |
| Roemenië  | 33  |
| Zweden    | 34  |
| Armenië   | 35  |
| Luxemburg | 36  |

| Land         | Pos |
| ------------ | --- |
| Azerbeidzjan | 37  |
| Kosovo       | 38  |
| Bulgarije    | 39  |
| Faeröer      | 40  |

| Land            | Pos |
| --------------- | --- |
| Noord-Macedonië | 41  |
| Slowakije       | 42  |
| Noord-Ierland   | 43  |
| Cyprus          | 44  |

| Land        | Pos |
| ----------- | --- |
| Wit-Rusland | 45  |
| Litouwen    | 46  |
| Estland     | 47  |
| Letland     | 48  |

| Legenda |                                       |
|         | Gepromoveerd naar een hogere divisie. |
|         | Gedegradeerd naar een lagere divisie. |

## Groepen en wedstrijden

### Groep 1
| Pos | Team             | Wed | W | G | V | Ptn | DV | DT | +/− | Promotie, kwalificatie of degradatie |  |       |       |       |       |
| --- | ---------------- | --- | - | - | - | --- | -- | -- | --- | ------------------------------------ |  | ----- | ----- | ----- | ----- |
| 1   | Zweden (P)       | 6   | 5 | 1 | 0 | 16  | 19 | 4  | +15 | Promotie naar divisie B              |  |       | 2 – 1 | 3 – 0 | 6 – 0 |
| 2   | Slowakije        | 6   | 4 | 1 | 1 | 13  | 10 | 5  | +5  | Kwalificatie voor promotie play-offs |  | 2 – 2 |       | 1 – 0 | 2 – 0 |
| 3   | Estland          | 6   | 1 | 1 | 4 | 4   | 3  | 9  | −6  |                                      |  | 0 – 3 | 0 – 1 |       | 3 – 1 |
| 4   | Azerbeidzjan (R) | 6   | 0 | 1 | 5 | 1   | 3  | 17 | −14 | Degradatie naar divisie D            |  | 1 – 3 | 1 – 3 | 0 – 0 |       |

Wedstrijden
|                                                   |              |         |                                   |                                                                                          |
| 5 september 2024 «onderlinge duels» 20.00 (UTC+4) | Azerbeidzjan | 1 – 3   | Zweden                            | Stadion: Tofikh Bakhramovstadion, Bakoe Toeschouwers: 9.450 Scheidsrechter: Balázs Berke |
| 5 september 2024 «onderlinge duels» 20.00 (UTC+4) | Dadasjov 82' | Verslag | 65', 71' Isak 80' (pen.) Gyökeres | Stadion: Tofikh Bakhramovstadion, Bakoe Toeschouwers: 9.450 Scheidsrechter: Balázs Berke |
| 5 september 2024 «onderlinge duels» 20.00 (UTC+4) |              |         |                                   | Stadion: Tofikh Bakhramovstadion, Bakoe Toeschouwers: 9.450 Scheidsrechter: Balázs Berke |
| 5 september 2024 «onderlinge duels» 20.00 (UTC+4) |              |         |                                   | Stadion: Tofikh Bakhramovstadion, Bakoe Toeschouwers: 9.450 Scheidsrechter: Balázs Berke |
|                                                   |              |         |                                   |                                                                                          |

|                                                   |         |         |            |                                                                                 |
| 5 september 2024 «onderlinge duels» 21.45 (UTC+3) | Estland | 0 – 1   | Slowakije  | Stadion: A. Le Coq Arena, Tallinn Toeschouwers: 6.128 Scheidsrechter: Matej Jug |
| 5 september 2024 «onderlinge duels» 21.45 (UTC+3) |         | Verslag | 70' Suslov | Stadion: A. Le Coq Arena, Tallinn Toeschouwers: 6.128 Scheidsrechter: Matej Jug |
| 5 september 2024 «onderlinge duels» 21.45 (UTC+3) |         |         |            | Stadion: A. Le Coq Arena, Tallinn Toeschouwers: 6.128 Scheidsrechter: Matej Jug |
| 5 september 2024 «onderlinge duels» 21.45 (UTC+3) |         |         |            | Stadion: A. Le Coq Arena, Tallinn Toeschouwers: 6.128 Scheidsrechter: Matej Jug |
|                                                   |         |         |            |                                                                                 |

|                                                   |                             |         |              |                                                                                                  |
| 8 september 2024 «onderlinge duels» 18.00 (UTC+2) | Slowakije                   | 2 – 0   | Azerbeidzjan | Stadion: Košická futbalová aréna, Košice Toeschouwers: 11.435 Scheidsrechter: Damian Sylwestrzak |
| 8 september 2024 «onderlinge duels» 18.00 (UTC+2) | Duda 22' (pen.) Strelec 26' | Verslag |              | Stadion: Košická futbalová aréna, Košice Toeschouwers: 11.435 Scheidsrechter: Damian Sylwestrzak |
| 8 september 2024 «onderlinge duels» 18.00 (UTC+2) |                             |         |              | Stadion: Košická futbalová aréna, Košice Toeschouwers: 11.435 Scheidsrechter: Damian Sylwestrzak |
| 8 september 2024 «onderlinge duels» 18.00 (UTC+2) |                             |         |              | Stadion: Košická futbalová aréna, Košice Toeschouwers: 11.435 Scheidsrechter: Damian Sylwestrzak |
|                                                   |                             |         |              |                                                                                                  |

|                                                   |                            |         |                   |                                                                                   |
| 8 september 2024 «onderlinge duels» 20.45 (UTC+2) | Zweden                     | 3 – 0   | Estland           | Stadion: Friends Arena, Solna Toeschouwers: 14.858 Scheidsrechter: Sven Jablonski |
| 8 september 2024 «onderlinge duels» 20.45 (UTC+2) | Gyökeres 30', 44' Isak 40' | Verslag | 50', 62' Palumets | Stadion: Friends Arena, Solna Toeschouwers: 14.858 Scheidsrechter: Sven Jablonski |
| 8 september 2024 «onderlinge duels» 20.45 (UTC+2) |                            |         |                   | Stadion: Friends Arena, Solna Toeschouwers: 14.858 Scheidsrechter: Sven Jablonski |
| 8 september 2024 «onderlinge duels» 20.45 (UTC+2) |                            |         |                   | Stadion: Friends Arena, Solna Toeschouwers: 14.858 Scheidsrechter: Sven Jablonski |
|                                                   |                            |         |                   |                                                                                   |

|                                                  |                                         |         |                       |                                                                                     |
| 11 oktober 2024 «onderlinge duels» 19.00 (UTC+3) | Estland                                 | 3 – 1   | Azerbeidzjan          | Stadion: A. Le Coq Arena, Tallinn Toeschouwers: 6.034 Scheidsrechter: Robert Harvey |
| 11 oktober 2024 «onderlinge duels» 19.00 (UTC+3) | Yakovlev 32' Sinyavskiy 45+2' Shein 71' | Verslag | 45+1' (pen.) Bayramov | Stadion: A. Le Coq Arena, Tallinn Toeschouwers: 6.034 Scheidsrechter: Robert Harvey |
| 11 oktober 2024 «onderlinge duels» 19.00 (UTC+3) |                                         |         |                       | Stadion: A. Le Coq Arena, Tallinn Toeschouwers: 6.034 Scheidsrechter: Robert Harvey |
| 11 oktober 2024 «onderlinge duels» 19.00 (UTC+3) |                                         |         |                       | Stadion: A. Le Coq Arena, Tallinn Toeschouwers: 6.034 Scheidsrechter: Robert Harvey |
|                                                  |                                         |         |                       |                                                                                     |

|                                                  |                  |         |                    |                                                                                         |
| 11 oktober 2024 «onderlinge duels» 20.45 (UTC+2) | Slowakije        | 2 – 2   | Zweden             | Stadion: Tehelné pole, Bratislava Toeschouwers: 15.381 Scheidsrechter: Maurizio Mariani |
| 11 oktober 2024 «onderlinge duels» 20.45 (UTC+2) | Strelec 44', 72' | Verslag | 25' Ayari 32' Sema | Stadion: Tehelné pole, Bratislava Toeschouwers: 15.381 Scheidsrechter: Maurizio Mariani |
| 11 oktober 2024 «onderlinge duels» 20.45 (UTC+2) |                  |         |                    | Stadion: Tehelné pole, Bratislava Toeschouwers: 15.381 Scheidsrechter: Maurizio Mariani |
| 11 oktober 2024 «onderlinge duels» 20.45 (UTC+2) |                  |         |                    | Stadion: Tehelné pole, Bratislava Toeschouwers: 15.381 Scheidsrechter: Maurizio Mariani |
|                                                  |                  |         |                    |                                                                                         |

|                                                  |                              |         |                                            |                                                                                         |
| 14 oktober 2024 «onderlinge duels» 20.00 (UTC+4) | Azerbeidzjan                 | 1 – 3   | Slowakije                                  | Stadion: Tofikh Bakhramovstadion, Bakoe Toeschouwers: 4.269 Scheidsrechter: Rohit Saggi |
| 14 oktober 2024 «onderlinge duels» 20.00 (UTC+4) | Bayramov 38' Emreli 45', 70' | Verslag | 15' (e.d.) Məmmədov 75' Haraslín 86' Ďuriš | Stadion: Tofikh Bakhramovstadion, Bakoe Toeschouwers: 4.269 Scheidsrechter: Rohit Saggi |
| 14 oktober 2024 «onderlinge duels» 20.00 (UTC+4) |                              |         |                                            | Stadion: Tofikh Bakhramovstadion, Bakoe Toeschouwers: 4.269 Scheidsrechter: Rohit Saggi |
| 14 oktober 2024 «onderlinge duels» 20.00 (UTC+4) |                              |         |                                            | Stadion: Tofikh Bakhramovstadion, Bakoe Toeschouwers: 4.269 Scheidsrechter: Rohit Saggi |
|                                                  |                              |         |                                            |                                                                                         |

|                                                  |         |         |                              |                                                                                    |
| 14 oktober 2024 «onderlinge duels» 21.45 (UTC+3) | Estland | 0 – 3   | Zweden                       | Stadion: A. Le Coq Arena, Tallinn Toeschouwers: 4.706 Scheidsrechter: Juxhin Xhaja |
| 14 oktober 2024 «onderlinge duels» 21.45 (UTC+3) |         | Verslag | 29', 37' Nanasi 66' Gyökeres | Stadion: A. Le Coq Arena, Tallinn Toeschouwers: 4.706 Scheidsrechter: Juxhin Xhaja |
| 14 oktober 2024 «onderlinge duels» 21.45 (UTC+3) |         |         |                              | Stadion: A. Le Coq Arena, Tallinn Toeschouwers: 4.706 Scheidsrechter: Juxhin Xhaja |
| 14 oktober 2024 «onderlinge duels» 21.45 (UTC+3) |         |         |                              | Stadion: A. Le Coq Arena, Tallinn Toeschouwers: 4.706 Scheidsrechter: Juxhin Xhaja |
|                                                  |         |         |                              |                                                                                    |

|                                                   |              |       |         |                                                                                      |
| 16 november 2024 «onderlinge duels» 18.00 (UTC+4) | Azerbeidzjan | 0 – 0 | Estland | Stadion: Stadsstadion Gabala, Qəbələ Toeschouwers: 1.600 Scheidsrechter: John Beaton |
| 16 november 2024 «onderlinge duels» 18.00 (UTC+4) | Verslag      |       |         | Stadion: Stadsstadion Gabala, Qəbələ Toeschouwers: 1.600 Scheidsrechter: John Beaton |
| 16 november 2024 «onderlinge duels» 18.00 (UTC+4) |              |       |         | Stadion: Stadsstadion Gabala, Qəbələ Toeschouwers: 1.600 Scheidsrechter: John Beaton |
| 16 november 2024 «onderlinge duels» 18.00 (UTC+4) |              |       |         | Stadion: Stadsstadion Gabala, Qəbələ Toeschouwers: 1.600 Scheidsrechter: John Beaton |
|                                                   |              |       |         |                                                                                      |

|                                                   |                      |         |                              |                                                                                   |
| 16 november 2024 «onderlinge duels» 20.45 (UTC+1) | Zweden               | 2 – 1   | Slowakije                    | Stadion: Friends Arena, Solna Toeschouwers: 36.417 Scheidsrechter: Mykola Balakin |
| 16 november 2024 «onderlinge duels» 20.45 (UTC+1) | Gyökeres 3' Isak 48' | Verslag | 19' Hancko 69', 90' Škriniar | Stadion: Friends Arena, Solna Toeschouwers: 36.417 Scheidsrechter: Mykola Balakin |
| 16 november 2024 «onderlinge duels» 20.45 (UTC+1) |                      |         |                              | Stadion: Friends Arena, Solna Toeschouwers: 36.417 Scheidsrechter: Mykola Balakin |
| 16 november 2024 «onderlinge duels» 20.45 (UTC+1) |                      |         |                              | Stadion: Friends Arena, Solna Toeschouwers: 36.417 Scheidsrechter: Mykola Balakin |
|                                                   |                      |         |                              |                                                                                   |

|                                                   |             |         |         |                                                                                                |
| 19 november 2024 «onderlinge duels» 20.45 (UTC+1) | Slowakije   | 1 – 0   | Estland | Stadion: Štadión Antona Malatinského, Trnava Toeschouwers: 4.317 Scheidsrechter: Mikkel Redder |
| 19 november 2024 «onderlinge duels» 20.45 (UTC+1) | Strelec 72' | Verslag |         | Stadion: Štadión Antona Malatinského, Trnava Toeschouwers: 4.317 Scheidsrechter: Mikkel Redder |
| 19 november 2024 «onderlinge duels» 20.45 (UTC+1) |             |         |         | Stadion: Štadión Antona Malatinského, Trnava Toeschouwers: 4.317 Scheidsrechter: Mikkel Redder |
| 19 november 2024 «onderlinge duels» 20.45 (UTC+1) |             |         |         | Stadion: Štadión Antona Malatinského, Trnava Toeschouwers: 4.317 Scheidsrechter: Mikkel Redder |
|                                                   |             |         |         |                                                                                                |

|                                                   |                                                 |         |              |                                                                                     |
| 19 november 2024 «onderlinge duels» 20.45 (UTC+1) | Zweden                                          | 6 – 0   | Azerbeidzjan | Stadion: Friends Arena, Solna Toeschouwers: 10.127 Scheidsrechter: Paweł Raczkowski |
| 19 november 2024 «onderlinge duels» 20.45 (UTC+1) | Kulusevski 10', 57' Gyökeres 26', 37', 58', 70' | Verslag |              | Stadion: Friends Arena, Solna Toeschouwers: 10.127 Scheidsrechter: Paweł Raczkowski |
| 19 november 2024 «onderlinge duels» 20.45 (UTC+1) |                                                 |         |              | Stadion: Friends Arena, Solna Toeschouwers: 10.127 Scheidsrechter: Paweł Raczkowski |
| 19 november 2024 «onderlinge duels» 20.45 (UTC+1) |                                                 |         |              | Stadion: Friends Arena, Solna Toeschouwers: 10.127 Scheidsrechter: Paweł Raczkowski |
|                                                   |                                                 |         |              |                                                                                     |

### Groep 2
| Pos | Team          | Wed | W | G | V | Ptn | DV | DT | +/− | Promotie, kwalificatie of degradatie |  |       |       |       |       |
| --- | ------------- | --- | - | - | - | --- | -- | -- | --- | ------------------------------------ |  | ----- | ----- | ----- | ----- |
| 1   | Roemenië (P)  | 6   | 6 | 0 | 0 | 18  | 18 | 3  | +15 | Promotie naar divisie B              |  |       | 3 – 0 | 4 – 1 | 3 – 1 |
| 2   | Kosovo (O, P) | 6   | 4 | 0 | 2 | 12  | 10 | 7  | +3  | Kwalificatie voor promotie play-offs |  | 0 – 3 |       | 3 – 0 | 1 – 0 |
| 3   | Cyprus        | 6   | 2 | 0 | 4 | 6   | 4  | 15 | −11 |                                      |  | 0 – 3 | 0 – 4 |       | 2 – 1 |
| 4   | Litouwen (R)  | 6   | 0 | 0 | 6 | 0   | 4  | 11 | −7  | Degradatie naar divisie D            |  | 1 – 2 | 1 – 2 | 0 – 1 |       |

1. ↑  De wedstrijd tussen Roemenië en Kosovo werd in de blessuretijd van de tweede helft bij een 0 – 0 tussenstand onderbroken, nadat Roemeense supporters diverse pro-Servische en anti-Kosovaarse liederen zongen vanaf de tribune. Het Kosovaarse elftal stapte daarop van het veld, waarna de wedstrijd werd stopgezet.[3] De UEFA kende Roemenië later een reglementaire 3 – 0 overwinning toe.[4]

Wedstrijden
|                                                   |          |         |            |                                                                                    |
| 6 september 2024 «onderlinge duels» 19.00 (UTC+3) | Litouwen | 0 – 1   | Cyprus     | Stadion: Sūduvastadion, Marijampolė Toeschouwers: 4.905 Scheidsrechter: Igor Pajač |
| 6 september 2024 «onderlinge duels» 19.00 (UTC+3) |          | Verslag | 34' Pittas | Stadion: Sūduvastadion, Marijampolė Toeschouwers: 4.905 Scheidsrechter: Igor Pajač |
| 6 september 2024 «onderlinge duels» 19.00 (UTC+3) |          |         |            | Stadion: Sūduvastadion, Marijampolė Toeschouwers: 4.905 Scheidsrechter: Igor Pajač |
| 6 september 2024 «onderlinge duels» 19.00 (UTC+3) |          |         |            | Stadion: Sūduvastadion, Marijampolė Toeschouwers: 4.905 Scheidsrechter: Igor Pajač |
|                                                   |          |         |            |                                                                                    |

|                                                   |                  |         |                                        |                                                                                           |
| 6 september 2024 «onderlinge duels» 20.45 (UTC+2) | Kosovo           | 0 – 3   | Roemenië                               | Stadion: Fadil Vokrristadion, Pristina Toeschouwers: 12.872 Scheidsrechter: Aliyar Ağayev |
| 6 september 2024 «onderlinge duels» 20.45 (UTC+2) | Vojvoda 81', 85' | Verslag | 40' Man 51' (pen.) R. Marin 82' Drăguș | Stadion: Fadil Vokrristadion, Pristina Toeschouwers: 12.872 Scheidsrechter: Aliyar Ağayev |
| 6 september 2024 «onderlinge duels» 20.45 (UTC+2) |                  |         |                                        | Stadion: Fadil Vokrristadion, Pristina Toeschouwers: 12.872 Scheidsrechter: Aliyar Ağayev |
| 6 september 2024 «onderlinge duels» 20.45 (UTC+2) |                  |         |                                        | Stadion: Fadil Vokrristadion, Pristina Toeschouwers: 12.872 Scheidsrechter: Aliyar Ağayev |
|                                                   |                  |         |                                        |                                                                                           |

|                                                   |        |         |                                                    |                                                                                    |
| 9 september 2024 «onderlinge duels» 19.00 (UTC+3) | Cyprus | 0 – 4   | Kosovo                                             | Stadion: AEK Arena, Larnaca Toeschouwers: 2.041 Scheidsrechter: Sebastian Gishamer |
| 9 september 2024 «onderlinge duels» 19.00 (UTC+3) |        | Verslag | 9' (pen.), 21' Muriqi 48' Al. Rrahmani 55' Dellova | Stadion: AEK Arena, Larnaca Toeschouwers: 2.041 Scheidsrechter: Sebastian Gishamer |
| 9 september 2024 «onderlinge duels» 19.00 (UTC+3) |        |         |                                                    | Stadion: AEK Arena, Larnaca Toeschouwers: 2.041 Scheidsrechter: Sebastian Gishamer |
| 9 september 2024 «onderlinge duels» 19.00 (UTC+3) |        |         |                                                    | Stadion: AEK Arena, Larnaca Toeschouwers: 2.041 Scheidsrechter: Sebastian Gishamer |
|                                                   |        |         |                                                    |                                                                                    |

|                                                   |                                              |         |           |                                                                                          |
| 9 september 2024 «onderlinge duels» 21.45 (UTC+3) | Roemenië                                     | 3 – 1   | Litouwen  | Stadion: Stadionul Steaua, Boekarest Toeschouwers: 28.168 Scheidsrechter: Rade Obrenovič |
| 9 september 2024 «onderlinge duels» 21.45 (UTC+3) | Mihăilă 4' R. Marin 87' (pen.) Mitriță 90+2' | Verslag | 34' Kučys | Stadion: Stadionul Steaua, Boekarest Toeschouwers: 28.168 Scheidsrechter: Rade Obrenovič |
| 9 september 2024 «onderlinge duels» 21.45 (UTC+3) |                                              |         |           | Stadion: Stadionul Steaua, Boekarest Toeschouwers: 28.168 Scheidsrechter: Rade Obrenovič |
| 9 september 2024 «onderlinge duels» 21.45 (UTC+3) |                                              |         |           | Stadion: Stadionul Steaua, Boekarest Toeschouwers: 28.168 Scheidsrechter: Rade Obrenovič |
|                                                   |                                              |         |           |                                                                                          |

|                                                  |                |         |                              |                                                                                                   |
| 12 oktober 2024 «onderlinge duels» 16.00 (UTC+3) | Litouwen       | 1 – 2   | Kosovo                       | Stadion: S. Dariaus- en S. Girėnostadion, Kaunas Toeschouwers: 7.554 Scheidsrechter: Ondřej Berka |
| 12 oktober 2024 «onderlinge duels» 16.00 (UTC+3) | Golubickas 84' | Verslag | 20' Zhegrova 65' E. Krasniqi | Stadion: S. Dariaus- en S. Girėnostadion, Kaunas Toeschouwers: 7.554 Scheidsrechter: Ondřej Berka |
| 12 oktober 2024 «onderlinge duels» 16.00 (UTC+3) |                |         |                              | Stadion: S. Dariaus- en S. Girėnostadion, Kaunas Toeschouwers: 7.554 Scheidsrechter: Ondřej Berka |
| 12 oktober 2024 «onderlinge duels» 16.00 (UTC+3) |                |         |                              | Stadion: S. Dariaus- en S. Girėnostadion, Kaunas Toeschouwers: 7.554 Scheidsrechter: Ondřej Berka |
|                                                  |                |         |                              |                                                                                                   |

|                                                  |        |         |                                          |                                                                                  |
| 12 oktober 2024 «onderlinge duels» 21.45 (UTC+3) | Cyprus | 0 – 3   | Roemenië                                 | Stadion: AEK Arena, Larnaca Toeschouwers: 6.092 Scheidsrechter: Sascha Stegemann |
| 12 oktober 2024 «onderlinge duels» 21.45 (UTC+3) |        | Verslag | 16' Man 25' (pen.) R. Marin 36' Drăgușin | Stadion: AEK Arena, Larnaca Toeschouwers: 6.092 Scheidsrechter: Sascha Stegemann |
| 12 oktober 2024 «onderlinge duels» 21.45 (UTC+3) |        |         |                                          | Stadion: AEK Arena, Larnaca Toeschouwers: 6.092 Scheidsrechter: Sascha Stegemann |
| 12 oktober 2024 «onderlinge duels» 21.45 (UTC+3) |        |         |                                          | Stadion: AEK Arena, Larnaca Toeschouwers: 6.092 Scheidsrechter: Sascha Stegemann |
|                                                  |        |         |                                          |                                                                                  |

|                                                  |                                             |         |        |                                                                                       |
| 15 oktober 2024 «onderlinge duels» 20.45 (UTC+2) | Kosovo                                      | 3 – 0   | Cyprus | Stadion: Fadil Vokrristadion, Pristina Toeschouwers: 12.863 Scheidsrechter: Matej Jug |
| 15 oktober 2024 «onderlinge duels» 20.45 (UTC+2) | Am. Rrahmani 30' E. Krasniqi 52' Sahiti 70' | Verslag |        | Stadion: Fadil Vokrristadion, Pristina Toeschouwers: 12.863 Scheidsrechter: Matej Jug |
| 15 oktober 2024 «onderlinge duels» 20.45 (UTC+2) |                                             |         |        | Stadion: Fadil Vokrristadion, Pristina Toeschouwers: 12.863 Scheidsrechter: Matej Jug |
| 15 oktober 2024 «onderlinge duels» 20.45 (UTC+2) |                                             |         |        | Stadion: Fadil Vokrristadion, Pristina Toeschouwers: 12.863 Scheidsrechter: Matej Jug |
|                                                  |                                             |         |        |                                                                                       |

|                                                  |                 |         |                                | |
| 15 oktober 2024 «onderlinge duels» 21.45 (UTC+3) | Litouwen        | 1 – 2   | Roemenië                       | Stadion: S. Dariaus- en S. Girėnostadion, Kaunas Toeschouwers: 2.585 Scheidsrechter: Nicholas Walsh |
| 15 oktober 2024 «onderlinge duels» 21.45 (UTC+3) | Kučys 7' (pen.) | Verslag | 18' (pen.) R. Marin 65' Drăguş | Stadion: S. Dariaus- en S. Girėnostadion, Kaunas Toeschouwers: 2.585 Scheidsrechter: Nicholas Walsh |
| 15 oktober 2024 «onderlinge duels» 21.45 (UTC+3) |                 |         |                                | Stadion: S. Dariaus- en S. Girėnostadion, Kaunas Toeschouwers: 2.585 Scheidsrechter: Nicholas Walsh |
| 15 oktober 2024 «onderlinge duels» 21.45 (UTC+3) |                 |         |                                | Stadion: S. Dariaus- en S. Girėnostadion, Kaunas Toeschouwers: 2.585 Scheidsrechter: Nicholas Walsh |
|                                                  |                 |         |                                | |

|                                                   |                          |         |              |                                                                                 |
| 15 november 2024 «onderlinge duels» 19.00 (UTC+2) | Cyprus                   | 2 – 1   | Litouwen     | Stadion: AEK Arena, Larnaca Toeschouwers: 1.733 Scheidsrechter: Nenad Minaković |
| 15 november 2024 «onderlinge duels» 19.00 (UTC+2) | Kastanos 18' Tzionis 63' | Verslag | 47' Gineitis | Stadion: AEK Arena, Larnaca Toeschouwers: 1.733 Scheidsrechter: Nenad Minaković |
| 15 november 2024 «onderlinge duels» 19.00 (UTC+2) |                          |         |              | Stadion: AEK Arena, Larnaca Toeschouwers: 1.733 Scheidsrechter: Nenad Minaković |
| 15 november 2024 «onderlinge duels» 19.00 (UTC+2) |                          |         |              | Stadion: AEK Arena, Larnaca Toeschouwers: 1.733 Scheidsrechter: Nenad Minaković |
|                                                   |                          |         |              |                                                                                 |

|                                                   |          |                   |        |                                                                                       |
| 15 november 2024 «onderlinge duels» 21.45 (UTC+2) | Roemenië | 3 – 0 (Toegekend) | Kosovo | Stadion: Arena Națională, Boekarest Toeschouwers: 48.957 Scheidsrechter: Morten Krogh |
| 15 november 2024 «onderlinge duels» 21.45 (UTC+2) | Verslag  |                   |        | Stadion: Arena Națională, Boekarest Toeschouwers: 48.957 Scheidsrechter: Morten Krogh |
| 15 november 2024 «onderlinge duels» 21.45 (UTC+2) |          |                   |        | Stadion: Arena Națională, Boekarest Toeschouwers: 48.957 Scheidsrechter: Morten Krogh |
| 15 november 2024 «onderlinge duels» 21.45 (UTC+2) |          |                   |        | Stadion: Arena Națională, Boekarest Toeschouwers: 48.957 Scheidsrechter: Morten Krogh |
|                                                   |          |                   |        |                                                                                       |

|                                                   |                   |         |          |                                                                                                |
| 18 november 2024 «onderlinge duels» 20.45 (UTC+1) | Kosovo            | 1 – 0   | Litouwen | Stadion: Fadil Vokrristadion, Pristina Toeschouwers: 12.856 Scheidsrechter: Kristoffer Hagenes |
| 18 november 2024 «onderlinge duels» 20.45 (UTC+1) | Jashari 5', 45+1' | Verslag |          | Stadion: Fadil Vokrristadion, Pristina Toeschouwers: 12.856 Scheidsrechter: Kristoffer Hagenes |
| 18 november 2024 «onderlinge duels» 20.45 (UTC+1) |                   |         |          | Stadion: Fadil Vokrristadion, Pristina Toeschouwers: 12.856 Scheidsrechter: Kristoffer Hagenes |
| 18 november 2024 «onderlinge duels» 20.45 (UTC+1) |                   |         |          | Stadion: Fadil Vokrristadion, Pristina Toeschouwers: 12.856 Scheidsrechter: Kristoffer Hagenes |
|                                                   |                   |         |          |                                                                                                |

|                                                   |                                         |         |                            |                                                                                        |
| 18 november 2024 «onderlinge duels» 21.45 (UTC+2) | Roemenië                                | 4 – 1   | Cyprus                     | Stadion: Arena Națională, Boekarest Toeschouwers: 45.318 Scheidsrechter: Luca Pairetto |
| 18 november 2024 «onderlinge duels» 21.45 (UTC+2) | Bîrligea 2' R. Marin 41', 80' Coman 83' | Verslag | 52' Pittas 74', 77' Laifis | Stadion: Arena Națională, Boekarest Toeschouwers: 45.318 Scheidsrechter: Luca Pairetto |
| 18 november 2024 «onderlinge duels» 21.45 (UTC+2) |                                         |         |                            | Stadion: Arena Națională, Boekarest Toeschouwers: 45.318 Scheidsrechter: Luca Pairetto |
| 18 november 2024 «onderlinge duels» 21.45 (UTC+2) |                                         |         |                            | Stadion: Arena Națională, Boekarest Toeschouwers: 45.318 Scheidsrechter: Luca Pairetto |
|                                                   |                                         |         |                            |                                                                                        |

### Groep 3
| Pos | Team              | Wed | W | G | V | Ptn | DV | DT | +/− | Promotie, kwalificatie of degradatie   |  |       |       |       |       |
| --- | ----------------- | --- | - | - | - | --- | -- | -- | --- | -------------------------------------- |  | ----- | ----- | ----- | ----- |
| 1   | Noord-Ierland (P) | 6   | 3 | 2 | 1 | 11  | 11 | 3  | +8  | Promotie naar divisie B                |  |       | 5 – 0 | 2 – 0 | 2 – 0 |
| 2   | Bulgarije         | 6   | 2 | 3 | 1 | 9   | 3  | 6  | −3  | Kwalificatie voor promotie play-offs   |  | 1 – 0 |       | 1 – 1 | 0 – 0 |
| 3   | Wit-Rusland       | 6   | 1 | 4 | 1 | 7   | 3  | 4  | −1  |                                        |  | 0 – 0 | 0 – 0 |       | 1 – 1 |
| 4   | Luxemburg         | 6   | 0 | 3 | 3 | 3   | 3  | 7  | −4  | Kwalificatie voor degradatie play-offs |  | 2 – 2 | 0 – 1 | 0 – 1 |       |

Wedstrijden
|                                                   |             |         |                  |                                                                                             |
| 5 september 2024 «onderlinge duels» 20.45 (UTC+2) | Wit-Rusland | 0 – 0   | Bulgarije        | Stadion: ZTE Arena, Zalaegerszeg (Hongarije) Toeschouwers: 0 Scheidsrechter: Ovidiu Haţegan |
| 5 september 2024 «onderlinge duels» 20.45 (UTC+2) |             | Verslag | 29', 73' Krastev | Stadion: ZTE Arena, Zalaegerszeg (Hongarije) Toeschouwers: 0 Scheidsrechter: Ovidiu Haţegan |
| 5 september 2024 «onderlinge duels» 20.45 (UTC+2) |             |         |                  | Stadion: ZTE Arena, Zalaegerszeg (Hongarije) Toeschouwers: 0 Scheidsrechter: Ovidiu Haţegan |
| 5 september 2024 «onderlinge duels» 20.45 (UTC+2) |             |         |                  | Stadion: ZTE Arena, Zalaegerszeg (Hongarije) Toeschouwers: 0 Scheidsrechter: Ovidiu Haţegan |
|                                                   |             |         |                  |                                                                                             |

|                                                   |                        |         |           |                                                                                  |
| 5 september 2024 «onderlinge duels» 19.45 (UTC+1) | Noord-Ierland          | 2 – 0   | Luxemburg | Stadion: Windsor Park, Belfast Toeschouwers: 17.213 Scheidsrechter: Marian Barbu |
| 5 september 2024 «onderlinge duels» 19.45 (UTC+1) | McNair 11' Ballard 16' | Verslag |           | Stadion: Windsor Park, Belfast Toeschouwers: 17.213 Scheidsrechter: Marian Barbu |
| 5 september 2024 «onderlinge duels» 19.45 (UTC+1) |                        |         |           | Stadion: Windsor Park, Belfast Toeschouwers: 17.213 Scheidsrechter: Marian Barbu |
| 5 september 2024 «onderlinge duels» 19.45 (UTC+1) |                        |         |           | Stadion: Windsor Park, Belfast Toeschouwers: 17.213 Scheidsrechter: Marian Barbu |
|                                                   |                        |         |           |                                                                                  |

|                                                   |           |         |             |                                                                                             |
| 8 september 2024 «onderlinge duels» 15.00 (UTC+2) | Luxemburg | 0 – 1   | Wit-Rusland | Stadion: Stade de Luxembourg, Luxemburg Toeschouwers: 6.820 Scheidsrechter: Lawrence Visser |
| 8 september 2024 «onderlinge duels» 15.00 (UTC+2) |           | Verslag | 76' Gromyko | Stadion: Stade de Luxembourg, Luxemburg Toeschouwers: 6.820 Scheidsrechter: Lawrence Visser |
| 8 september 2024 «onderlinge duels» 15.00 (UTC+2) |           |         |             | Stadion: Stade de Luxembourg, Luxemburg Toeschouwers: 6.820 Scheidsrechter: Lawrence Visser |
| 8 september 2024 «onderlinge duels» 15.00 (UTC+2) |           |         |             | Stadion: Stade de Luxembourg, Luxemburg Toeschouwers: 6.820 Scheidsrechter: Lawrence Visser |
|                                                   |           |         |             |                                                                                             |

|                                                   |              |         |               | |
| 8 september 2024 «onderlinge duels» 19.00 (UTC+3) | Bulgarije    | 1 – 0   | Noord-Ierland | Stadion: Christo Botevstadion, Plovdiv Toeschouwers: 14.300 Scheidsrechter: Anastasios Sidiropoulos |
| 8 september 2024 «onderlinge duels» 19.00 (UTC+3) | Despodov 40' | Verslag |               | Stadion: Christo Botevstadion, Plovdiv Toeschouwers: 14.300 Scheidsrechter: Anastasios Sidiropoulos |
| 8 september 2024 «onderlinge duels» 19.00 (UTC+3) |              |         |               | Stadion: Christo Botevstadion, Plovdiv Toeschouwers: 14.300 Scheidsrechter: Anastasios Sidiropoulos |
| 8 september 2024 «onderlinge duels» 19.00 (UTC+3) |              |         |               | Stadion: Christo Botevstadion, Plovdiv Toeschouwers: 14.300 Scheidsrechter: Anastasios Sidiropoulos |
|                                                   |              |         |               | |

|                                                  |           |       |           |                                                                                         |
| 12 oktober 2024 «onderlinge duels» 19.00 (UTC+3) | Bulgarije | 0 – 0 | Luxemburg | Stadion: Christo Botevstadion, Plovdiv Toeschouwers: 15.800 Scheidsrechter: David Šmajc |
| 12 oktober 2024 «onderlinge duels» 19.00 (UTC+3) | Verslag   |       |           | Stadion: Christo Botevstadion, Plovdiv Toeschouwers: 15.800 Scheidsrechter: David Šmajc |
| 12 oktober 2024 «onderlinge duels» 19.00 (UTC+3) |           |       |           | Stadion: Christo Botevstadion, Plovdiv Toeschouwers: 15.800 Scheidsrechter: David Šmajc |
| 12 oktober 2024 «onderlinge duels» 19.00 (UTC+3) |           |       |           | Stadion: Christo Botevstadion, Plovdiv Toeschouwers: 15.800 Scheidsrechter: David Šmajc |
|                                                  |           |       |           |                                                                                         |

|                                                  |             |       |               |                                                                                                |
| 12 oktober 2024 «onderlinge duels» 20.45 (UTC+2) | Wit-Rusland | 0 – 0 | Noord-Ierland | Stadion: ZTE Arena, Zalaegerszeg (Hongarije) Toeschouwers: 0 Scheidsrechter: Henrik Nalbandjan |
| 12 oktober 2024 «onderlinge duels» 20.45 (UTC+2) | Verslag     |       |               | Stadion: ZTE Arena, Zalaegerszeg (Hongarije) Toeschouwers: 0 Scheidsrechter: Henrik Nalbandjan |
| 12 oktober 2024 «onderlinge duels» 20.45 (UTC+2) |             |       |               | Stadion: ZTE Arena, Zalaegerszeg (Hongarije) Toeschouwers: 0 Scheidsrechter: Henrik Nalbandjan |
| 12 oktober 2024 «onderlinge duels» 20.45 (UTC+2) |             |       |               | Stadion: ZTE Arena, Zalaegerszeg (Hongarije) Toeschouwers: 0 Scheidsrechter: Henrik Nalbandjan |
|                                                  |             |       |               |                                                                                                |

|                                                  |                 |         |                      |                                                                                               |
| 15 oktober 2024 «onderlinge duels» 20.45 (UTC+2) | Wit-Rusland     | 1 – 1   | Luxemburg            | Stadion: ZTE Arena, Zalaegerszeg (Hongarije) Toeschouwers: 0 Scheidsrechter: Atilla Karaoğlan |
| 15 oktober 2024 «onderlinge duels» 20.45 (UTC+2) | Politevitsj 54' | Verslag | 78' (pen.) Rodrigues | Stadion: ZTE Arena, Zalaegerszeg (Hongarije) Toeschouwers: 0 Scheidsrechter: Atilla Karaoğlan |
| 15 oktober 2024 «onderlinge duels» 20.45 (UTC+2) |                 |         |                      | Stadion: ZTE Arena, Zalaegerszeg (Hongarije) Toeschouwers: 0 Scheidsrechter: Atilla Karaoğlan |
| 15 oktober 2024 «onderlinge duels» 20.45 (UTC+2) |                 |         |                      | Stadion: ZTE Arena, Zalaegerszeg (Hongarije) Toeschouwers: 0 Scheidsrechter: Atilla Karaoğlan |
|                                                  |                 |         |                      |                                                                                               |

|                                                  |                                                   |         |           |                                                                                    |
| 15 oktober 2024 «onderlinge duels» 19.45 (UTC+1) | Noord-Ierland                                     | 5 – 0   | Bulgarije | Stadion: Windsor Park, Belfast Toeschouwers: 17.891 Scheidsrechter: Jérôme Brisard |
| 15 oktober 2024 «onderlinge duels» 19.45 (UTC+1) | Price 15', 29', 81' Mitov 32' (e.d.) Magennis 89' | Verslag |           | Stadion: Windsor Park, Belfast Toeschouwers: 17.891 Scheidsrechter: Jérôme Brisard |
| 15 oktober 2024 «onderlinge duels» 19.45 (UTC+1) |                                                   |         |           | Stadion: Windsor Park, Belfast Toeschouwers: 17.891 Scheidsrechter: Jérôme Brisard |
| 15 oktober 2024 «onderlinge duels» 19.45 (UTC+1) |                                                   |         |           | Stadion: Windsor Park, Belfast Toeschouwers: 17.891 Scheidsrechter: Jérôme Brisard |
|                                                  |                                                   |         |           |                                                                                    |

|                                                   |           |         |           |                                                                                           |
| 15 november 2024 «onderlinge duels» 20.45 (UTC+1) | Luxemburg | 0 – 1   | Bulgarije | Stadion: Stade de Luxembourg, Luxemburg Toeschouwers: 8.307 Scheidsrechter: Juri Frischer |
| 15 november 2024 «onderlinge duels» 20.45 (UTC+1) |           | Verslag | 23' Kraev | Stadion: Stade de Luxembourg, Luxemburg Toeschouwers: 8.307 Scheidsrechter: Juri Frischer |
| 15 november 2024 «onderlinge duels» 20.45 (UTC+1) |           |         |           | Stadion: Stade de Luxembourg, Luxemburg Toeschouwers: 8.307 Scheidsrechter: Juri Frischer |
| 15 november 2024 «onderlinge duels» 20.45 (UTC+1) |           |         |           | Stadion: Stade de Luxembourg, Luxemburg Toeschouwers: 8.307 Scheidsrechter: Juri Frischer |
|                                                   |           |         |           |                                                                                           |

|                                                 |                                   |         |             |                                                                                  |
| 15 november 2024 «onderlinge duels» 19.45 (UTC) | Noord-Ierland                     | 2 – 0   | Wit-Rusland | Stadion: Windsor Park, Belfast Toeschouwers: 18.044 Scheidsrechter: Luís Godinho |
| 15 november 2024 «onderlinge duels» 19.45 (UTC) | Ballard 50' D. Charles 63' (pen.) | Verslag |             | Stadion: Windsor Park, Belfast Toeschouwers: 18.044 Scheidsrechter: Luís Godinho |
| 15 november 2024 «onderlinge duels» 19.45 (UTC) |                                   |         |             | Stadion: Windsor Park, Belfast Toeschouwers: 18.044 Scheidsrechter: Luís Godinho |
| 15 november 2024 «onderlinge duels» 19.45 (UTC) |                                   |         |             | Stadion: Windsor Park, Belfast Toeschouwers: 18.044 Scheidsrechter: Luís Godinho |
|                                                 |                                   |         |             |                                                                                  |

|                                                   |               |         |             | |
| 18 november 2024 «onderlinge duels» 21.45 (UTC+2) | Bulgarije     | 1 – 1   | Wit-Rusland | Stadion: Vasil Levski Nationaal Stadion, Sofia Toeschouwers: 2.200 Scheidsrechter: Allard Lindhout |
| 18 november 2024 «onderlinge duels» 21.45 (UTC+2) | Panajotov 12' | Verslag | 70' Kovalev | Stadion: Vasil Levski Nationaal Stadion, Sofia Toeschouwers: 2.200 Scheidsrechter: Allard Lindhout |
| 18 november 2024 «onderlinge duels» 21.45 (UTC+2) |               |         |             | Stadion: Vasil Levski Nationaal Stadion, Sofia Toeschouwers: 2.200 Scheidsrechter: Allard Lindhout |
| 18 november 2024 «onderlinge duels» 21.45 (UTC+2) |               |         |             | Stadion: Vasil Levski Nationaal Stadion, Sofia Toeschouwers: 2.200 Scheidsrechter: Allard Lindhout |
|                                                   |               |         |             | |

|                                                   |                         |         |                       |                                                                                           |
| 18 november 2024 «onderlinge duels» 20.45 (UTC+1) | Luxemburg               | 2 – 2   | Noord-Ierland         | Stadion: Stade de Luxembourg, Luxemburg Toeschouwers: 6.870 Scheidsrechter: Elçin Məsiyev |
| 18 november 2024 «onderlinge duels» 20.45 (UTC+1) | Korać 72' Rodrigues 75' | Verslag | 19' Price 50' Bradley | Stadion: Stade de Luxembourg, Luxemburg Toeschouwers: 6.870 Scheidsrechter: Elçin Məsiyev |
| 18 november 2024 «onderlinge duels» 20.45 (UTC+1) |                         |         |                       | Stadion: Stade de Luxembourg, Luxemburg Toeschouwers: 6.870 Scheidsrechter: Elçin Məsiyev |
| 18 november 2024 «onderlinge duels» 20.45 (UTC+1) |                         |         |                       | Stadion: Stade de Luxembourg, Luxemburg Toeschouwers: 6.870 Scheidsrechter: Elçin Məsiyev |
|                                                   |                         |         |                       |                                                                                           |

### Groep 4
| Pos | Team                | Wed | W | G | V | Ptn | DV | DT | +/− | Promotie, kwalificatie of degradatie   |  |       |       |       |       |
| --- | ------------------- | --- | - | - | - | --- | -- | -- | --- | -------------------------------------- |  | ----- | ----- | ----- | ----- |
| 1   | Noord-Macedonië (P) | 6   | 5 | 1 | 0 | 16  | 10 | 1  | +9  | Promotie naar divisie B                |  |       | 2 – 0 | 1 – 0 | 1 – 0 |
| 2   | Armenië             | 6   | 2 | 1 | 3 | 7   | 8  | 9  | −1  | Kwalificatie voor promotie play-offs   |  | 0 – 2 |       | 0 – 1 | 4 – 1 |
| 3   | Faeröer             | 6   | 1 | 3 | 2 | 6   | 5  | 6  | −1  |                                        |  | 1 – 1 | 2 – 2 |       | 1 – 1 |
| 4   | Letland             | 6   | 1 | 1 | 4 | 4   | 4  | 11 | −7  | Kwalificatie voor degradatie play-offs |  | 0 – 3 | 1 – 2 | 1 – 0 |       |

Wedstrijden
|                                                   |                    |         |                   |                                                                                         |
| 7 september 2024 «onderlinge duels» 14.00 (UTC+1) | Faeröer            | 1 – 1   | Noord-Macedonië   | Stadion: Tórsvøllur, Tórshavn Toeschouwers: 2.057 Scheidsrechter: Manfredas Lukjančukas |
| 7 september 2024 «onderlinge duels» 14.00 (UTC+1) | Davidsen 9' (pen.) | Verslag | 49' (pen.) Bardhi | Stadion: Tórsvøllur, Tórshavn Toeschouwers: 2.057 Scheidsrechter: Manfredas Lukjančukas |
| 7 september 2024 «onderlinge duels» 14.00 (UTC+1) |                    |         |                   | Stadion: Tórsvøllur, Tórshavn Toeschouwers: 2.057 Scheidsrechter: Manfredas Lukjančukas |
| 7 september 2024 «onderlinge duels» 14.00 (UTC+1) |                    |         |                   | Stadion: Tórsvøllur, Tórshavn Toeschouwers: 2.057 Scheidsrechter: Manfredas Lukjančukas |
|                                                   |                    |         |                   |                                                                                         |

|                                                   |                                                              |         |                        | |
| 7 september 2024 «onderlinge duels» 20.00 (UTC+4) | Armenië                                                      | 4 – 1   | Letland                | Stadion: Republikeins Stadion Vazgen Sargsian, Jerevan Toeschouwers: 12.437 Scheidsrechter: Nenad Minaković |
| 7 september 2024 «onderlinge duels» 20.00 (UTC+4) | Bichakhchyan 6' Dubra 35' (e.d.) Zelarayán 48' Spertsjan 86' | Verslag | 9' (e.d.) Aroetjoenjan | Stadion: Republikeins Stadion Vazgen Sargsian, Jerevan Toeschouwers: 12.437 Scheidsrechter: Nenad Minaković |
| 7 september 2024 «onderlinge duels» 20.00 (UTC+4) |                                                              |         |                        | Stadion: Republikeins Stadion Vazgen Sargsian, Jerevan Toeschouwers: 12.437 Scheidsrechter: Nenad Minaković |
| 7 september 2024 «onderlinge duels» 20.00 (UTC+4) |                                                              |         |                        | Stadion: Republikeins Stadion Vazgen Sargsian, Jerevan Toeschouwers: 12.437 Scheidsrechter: Nenad Minaković |
|                                                   |                                                              |         |                        | |

|                                                    |                |         |         |                                                                               |
| 10 september 2024 «onderlinge duels» 19.00 (UTC+3) | Letland        | 1 – 0   | Faeröer | Stadion: Skontostadion, Riga Toeschouwers: 5.808 Scheidsrechter: Duje Strukan |
| 10 september 2024 «onderlinge duels» 19.00 (UTC+3) | Varslavāns 64' | Verslag |         | Stadion: Skontostadion, Riga Toeschouwers: 5.808 Scheidsrechter: Duje Strukan |
| 10 september 2024 «onderlinge duels» 19.00 (UTC+3) |                |         |         | Stadion: Skontostadion, Riga Toeschouwers: 5.808 Scheidsrechter: Duje Strukan |
| 10 september 2024 «onderlinge duels» 19.00 (UTC+3) |                |         |         | Stadion: Skontostadion, Riga Toeschouwers: 5.808 Scheidsrechter: Duje Strukan |
|                                                    |                |         |         |                                                                               |

|                                                    |                                          |         |         |                                                                                    |
| 10 september 2024 «onderlinge duels» 20.45 (UTC+2) | Noord-Macedonië                          | 2 – 0   | Armenië | Stadion: Toše Proeskiarena, Skopje Toeschouwers: 6.829 Scheidsrechter: Harm Osmers |
| 10 september 2024 «onderlinge duels» 20.45 (UTC+2) | Zajkov 44', 45+4' Bardhi 70' Miovski 78' | Verslag |         | Stadion: Toše Proeskiarena, Skopje Toeschouwers: 6.829 Scheidsrechter: Harm Osmers |
| 10 september 2024 «onderlinge duels» 20.45 (UTC+2) |                                          |         |         | Stadion: Toše Proeskiarena, Skopje Toeschouwers: 6.829 Scheidsrechter: Harm Osmers |
| 10 september 2024 «onderlinge duels» 20.45 (UTC+2) |                                          |         |         | Stadion: Toše Proeskiarena, Skopje Toeschouwers: 6.829 Scheidsrechter: Harm Osmers |
|                                                    |                                          |         |         |                                                                                    |

|                                                  |         |         |                                     |                                                                                 |
| 10 oktober 2024 «onderlinge duels» 19.00 (UTC+3) | Letland | 0 – 3   | Noord-Macedonië                     | Stadion: Skontostadion, Riga Toeschouwers: 5.001 Scheidsrechter: Jakob Sundberg |
| 10 oktober 2024 «onderlinge duels» 19.00 (UTC+3) |         | Verslag | 35' Atanasov 70' Qamili 90+3' Elmas | Stadion: Skontostadion, Riga Toeschouwers: 5.001 Scheidsrechter: Jakob Sundberg |
| 10 oktober 2024 «onderlinge duels» 19.00 (UTC+3) |         |         |                                     | Stadion: Skontostadion, Riga Toeschouwers: 5.001 Scheidsrechter: Jakob Sundberg |
| 10 oktober 2024 «onderlinge duels» 19.00 (UTC+3) |         |         |                                     | Stadion: Skontostadion, Riga Toeschouwers: 5.001 Scheidsrechter: Jakob Sundberg |
|                                                  |         |         |                                     |                                                                                 |

|                                                  |                               |         |                               |                                                                                       |
| 10 oktober 2024 «onderlinge duels» 19.45 (UTC+1) | Faeröer                       | 2 – 2   | Armenië                       | Stadion: Tórsvøllur, Tórshavn Toeschouwers: 1.852 Scheidsrechter: Oleksij Derevinskyj |
| 10 oktober 2024 «onderlinge duels» 19.45 (UTC+1) | Benjaminsen 37' Bjartalíð 85' | Verslag | 44' Zelarayán 90+3' Manvelyan | Stadion: Tórsvøllur, Tórshavn Toeschouwers: 1.852 Scheidsrechter: Oleksij Derevinskyj |
| 10 oktober 2024 «onderlinge duels» 19.45 (UTC+1) |                               |         |                               | Stadion: Tórsvøllur, Tórshavn Toeschouwers: 1.852 Scheidsrechter: Oleksij Derevinskyj |
| 10 oktober 2024 «onderlinge duels» 19.45 (UTC+1) |                               |         |                               | Stadion: Tórsvøllur, Tórshavn Toeschouwers: 1.852 Scheidsrechter: Oleksij Derevinskyj |
|                                                  |                               |         |                               |                                                                                       |

|                                                  |         |         |                       | |
| 13 oktober 2024 «onderlinge duels» 20.00 (UTC+4) | Armenië | 0 – 2   | Noord-Macedonië       | Stadion: Republikeins Stadion Vazgen Sargsian, Jerevan Toeschouwers: 14.371 Scheidsrechter: Stuart Attwell |
| 13 oktober 2024 «onderlinge duels» 20.00 (UTC+4) |         | Verslag | 72' Miovski 85' Alimi | Stadion: Republikeins Stadion Vazgen Sargsian, Jerevan Toeschouwers: 14.371 Scheidsrechter: Stuart Attwell |
| 13 oktober 2024 «onderlinge duels» 20.00 (UTC+4) |         |         |                       | Stadion: Republikeins Stadion Vazgen Sargsian, Jerevan Toeschouwers: 14.371 Scheidsrechter: Stuart Attwell |
| 13 oktober 2024 «onderlinge duels» 20.00 (UTC+4) |         |         |                       | Stadion: Republikeins Stadion Vazgen Sargsian, Jerevan Toeschouwers: 14.371 Scheidsrechter: Stuart Attwell |
|                                                  |         |         |                       | |

|                                                  |              |         |          |                                                                                   |
| 13 oktober 2024 «onderlinge duels» 19.45 (UTC+1) | Faeröer      | 1 – 1   | Letland  | Stadion: Tórsvøllur, Tórshavn Toeschouwers: 2.017 Scheidsrechter: Philip Farrugia |
| 13 oktober 2024 «onderlinge duels» 19.45 (UTC+1) | Sørensen 40' | Verslag | 69' Šits | Stadion: Tórsvøllur, Tórshavn Toeschouwers: 2.017 Scheidsrechter: Philip Farrugia |
| 13 oktober 2024 «onderlinge duels» 19.45 (UTC+1) |              |         |          | Stadion: Tórsvøllur, Tórshavn Toeschouwers: 2.017 Scheidsrechter: Philip Farrugia |
| 13 oktober 2024 «onderlinge duels» 19.45 (UTC+1) |              |         |          | Stadion: Tórsvøllur, Tórshavn Toeschouwers: 2.017 Scheidsrechter: Philip Farrugia |
|                                                  |              |         |          |                                                                                   |

|                                                   |         |         |                     | |
| 14 november 2024 «onderlinge duels» 21.00 (UTC+4) | Armenië | 0 – 1   | Faeröer             | Stadion: Republikeins Stadion Vazgen Sargsian, Jerevan Toeschouwers: 6.043 Scheidsrechter: Anastasios Sidiropoulos |
| 14 november 2024 «onderlinge duels» 21.00 (UTC+4) |         | Verslag | 33' (pen.) Davidsen | Stadion: Republikeins Stadion Vazgen Sargsian, Jerevan Toeschouwers: 6.043 Scheidsrechter: Anastasios Sidiropoulos |
| 14 november 2024 «onderlinge duels» 21.00 (UTC+4) |         |         |                     | Stadion: Republikeins Stadion Vazgen Sargsian, Jerevan Toeschouwers: 6.043 Scheidsrechter: Anastasios Sidiropoulos |
| 14 november 2024 «onderlinge duels» 21.00 (UTC+4) |         |         |                     | Stadion: Republikeins Stadion Vazgen Sargsian, Jerevan Toeschouwers: 6.043 Scheidsrechter: Anastasios Sidiropoulos |
|                                                   |         |         |                     | |

|                                                   |                 |         |         |                                                                                             |
| 14 november 2024 «onderlinge duels» 20.45 (UTC+1) | Noord-Macedonië | 1 – 0   | Letland | Stadion: Toše Proeskiarena, Skopje Toeschouwers: 8.851 Scheidsrechter: Goga Kikatsjeisjvili |
| 14 november 2024 «onderlinge duels» 20.45 (UTC+1) | Serafimov 57'   | Verslag |         | Stadion: Toše Proeskiarena, Skopje Toeschouwers: 8.851 Scheidsrechter: Goga Kikatsjeisjvili |
| 14 november 2024 «onderlinge duels» 20.45 (UTC+1) |                 |         |         | Stadion: Toše Proeskiarena, Skopje Toeschouwers: 8.851 Scheidsrechter: Goga Kikatsjeisjvili |
| 14 november 2024 «onderlinge duels» 20.45 (UTC+1) |                 |         |         | Stadion: Toše Proeskiarena, Skopje Toeschouwers: 8.851 Scheidsrechter: Goga Kikatsjeisjvili |
|                                                   |                 |         |         |                                                                                             |

|                                                   |              |         |                            |                                                                                 |
| 17 november 2024 «onderlinge duels» 16.00 (UTC+2) | Letland      | 1 – 2   | Armenië                    | Stadion: Skontostadion, Riga Toeschouwers: 5.543 Scheidsrechter: Georgi Kabakov |
| 17 november 2024 «onderlinge duels» 16.00 (UTC+2) | Uldriķis 70' | Verslag | 48' Spertsjan 74' Miranyan | Stadion: Skontostadion, Riga Toeschouwers: 5.543 Scheidsrechter: Georgi Kabakov |
| 17 november 2024 «onderlinge duels» 16.00 (UTC+2) |              |         |                            | Stadion: Skontostadion, Riga Toeschouwers: 5.543 Scheidsrechter: Georgi Kabakov |
| 17 november 2024 «onderlinge duels» 16.00 (UTC+2) |              |         |                            | Stadion: Skontostadion, Riga Toeschouwers: 5.543 Scheidsrechter: Georgi Kabakov |
|                                                   |              |         |                            |                                                                                 |

|                                                   |                 |         |         |                                                                                        |
| 17 november 2024 «onderlinge duels» 15.00 (UTC+1) | Noord-Macedonië | 1 – 0   | Faeröer | Stadion: Toše Proeskiarena, Skopje Toeschouwers: 7.450 Scheidsrechter: Daniel Schlager |
| 17 november 2024 «onderlinge duels» 15.00 (UTC+1) | Miovski 62'     | Verslag |         | Stadion: Toše Proeskiarena, Skopje Toeschouwers: 7.450 Scheidsrechter: Daniel Schlager |
| 17 november 2024 «onderlinge duels» 15.00 (UTC+1) |                 |         |         | Stadion: Toše Proeskiarena, Skopje Toeschouwers: 7.450 Scheidsrechter: Daniel Schlager |
| 17 november 2024 «onderlinge duels» 15.00 (UTC+1) |                 |         |         | Stadion: Toše Proeskiarena, Skopje Toeschouwers: 7.450 Scheidsrechter: Daniel Schlager |
|                                                   |                 |         |         |                                                                                        |

## Play-offs tegen degradatie naar divisie D

### Eindstand plaats 4
| Pos | Grp | Team             | Wed | W | G | V | Ptn | DV | DT | +/− | Kwalificatie of degradatie                |
| --- | --- | ---------------- | --- | - | - | - | --- | -- | -- | --- | ----------------------------------------- |
| 1.  | 4   | Letland          | 6   | 1 | 1 | 4 | 4   | 4  | 11 | −7  | Play-offs tegen degradatie naar divisie D |
| 2.  | 3   | Luxemburg        | 6   | 0 | 3 | 3 | 3   | 3  | 7  | −4  | Play-offs tegen degradatie naar divisie D |
| 3.  | 1   | Azerbeidzjan (R) | 6   | 0 | 1 | 5 | 1   | 3  | 17 | −14 | Degradatie naar divisie D                 |
| 4.  | 2   | Litouwen (R)     | 6   | 0 | 0 | 6 | 0   | 4  | 11 | −7  | Degradatie naar divisie D                 |

## Eindstand
De eindstand werd bepaald op basis van de regels die de UEFA opstelt. Deze tabel begon bij nummer 33, omdat nummers 1 tot en met 32 genummerd waren bij divisie A en B.
| Pos | Grp | Team            | Wed | W | G | V | Ptn | DV | DT | +/− |
| --- | --- | --------------- | --- | - | - | - | --- | -- | -- | --- |
| 33  | 2   | Roemenië        | 6   | 6 | 0 | 0 | 18  | 18 | 3  | +15 |
| 34  | 1   | Zweden          | 6   | 5 | 1 | 0 | 16  | 19 | 4  | +15 |
| 35  | 4   | Noord-Macedonië | 6   | 5 | 1 | 0 | 16  | 10 | 1  | +9  |
| 36  | 3   | Noord-Ierland   | 6   | 3 | 2 | 1 | 11  | 11 | 3  | +8  |
|     |     |                 |     |   |   |   |     |    |    |     |
| 37  | 1   | Slowakije       | 6   | 4 | 1 | 1 | 13  | 10 | 5  | +5  |
| 38  | 2   | Kosovo          | 6   | 4 | 0 | 2 | 12  | 10 | 7  | +3  |
| 39  | 3   | Bulgarije       | 6   | 2 | 3 | 1 | 9   | 3  | 6  | −3  |
| 40  | 4   | Armenië         | 6   | 2 | 1 | 3 | 7   | 8  | 9  | −1  |
|     |     |                 |     |   |   |   |     |    |    |     |
| 41  | 3   | Wit-Rusland     | 6   | 1 | 4 | 1 | 7   | 3  | 4  | −1  |
| 42  | 4   | Faeröer         | 6   | 1 | 3 | 2 | 6   | 5  | 6  | −1  |
| 43  | 2   | Cyprus          | 6   | 2 | 0 | 4 | 6   | 4  | 15 | −11 |
| 44  | 1   | Estland         | 6   | 1 | 1 | 4 | 4   | 3  | 9  | −6  |
|     |     |                 |     |   |   |   |     |    |    |     |
| 45  | 4   | Letland         | 6   | 1 | 1 | 4 | 4   | 4  | 11 | −7  |
| 46  | 3   | Luxemburg       | 6   | 0 | 3 | 3 | 3   | 3  | 7  | −4  |
| 47  | 1   | Azerbeidzjan    | 6   | 0 | 1 | 5 | 1   | 3  | 17 | −14 |
| 48  | 2   | Litouwen        | 6   | 0 | 0 | 6 | 0   | 4  | 11 | −7  |

## Doelpuntenmakers
9 doelpunten
- Viktor Gyökeres

6 doelpunten
- Răzvan Marin

4 doelpunten
- Isaac Price
- David Strelec
- Alexander Isak

3 doelpunten
- Bojan Miovski

2 doelpunten
- Edoeard Spertsjan
- Lucas Zelarayán
- Toral Bayramov
- Ioannis Pittas
- Viljormur Davidsen
- Ermal Krasniqi
- Vedat Muriqi
- Armandas Kučys
- Gerson Rodrigues
- Daniel Ballard
- Enis Bardhi
- Denis Drăguș
- Dennis Man
- Dejan Kulusevski
- Sebastian Nanasi

1 doelpunt
- Vahan Bichakhchyan
- Gor Manvelyan
- Artur Miranyan
- Renat Dadasjov
- Kiril Despodov
- Vasil Panajotov
- Grigoris Kastanos
- Marinos Tzionis
- Rocco Robert Shein
- Vlasiy Sinyavskiy
- Ioan Yakovlev
- Jann Benjaminsen
- Jóannes Bjartalíð
- Hanus Sørensen
- Lumbardh Dellova
- Muharrem Jashari
- Albion Rrahmani
- Amir Rrahmani
- Emir Sahiti
- Edon Zhegrova
- Dario Šits
- Roberts Uldriķis
- Renārs Varslavāns
- Gvidas Gineitis
- Paulius Golubickas
- Seid Korać
- Conor Bradley
- Dion Charles
- Josh Magennis
- Patrick McNair
- Isnik Alimi
- Jani Atanasov
- Elif Elmas
- Lirim Qamili
- Nikola Serafimov
- Daniel Bîrligea
- Florinel Coman
- Radu Drăgușin
- Valentin Mihăilă
- Alexandru Mitriță
- Ondrej Duda
- Dávid Ďuriš
- Dávid Hancko
- Lukáš Haraslín
- Tomáš Suslov
- Valery Gromyko
- Joeri Kovalev
- Sergej Politevitsj
- Yasin Ayari
- Ken Sema

1 eigen doelpunt
- Georgi Aroetjoenjan (tegen Letland)
- Rahil Məmmədov (tegen Slowakije)
- Dimitar Mitov (tegen Noord-Ierland)
- Kaspars Dubra (tegen Armenië)